# Dampierre (Aube)
Dampierre és un municipi francès situat al departament de l'Aube i a la regió del Gran Est. L'any 2007 tenia 299 habitants.

## Demografia

### Població
El 2007 la població de fet de Dampierre era de 299 persones. Hi havia 120 famílies de les quals 24 eren unipersonals (8 homes vivint sols i 16 dones vivint soles), 60 parelles sense fills, 32 parelles amb fills i 4 famílies monoparentals amb fills.
La població ha evolucionat segons el següent gràfic:
Habitants censats

### Habitatges
El 2007 hi havia 144 habitatges, 127 eren l'habitatge principal de la família, 7 eren segones residències i 11 estaven desocupats. 142 eren cases i 2 eren apartaments. Dels 127 habitatges principals, 109 estaven ocupats pels seus propietaris i 18 estaven llogats i ocupats pels llogaters; 1 tenia dues cambres, 14 en tenien tres, 35 en tenien quatre i 77 en tenien cinc o més. 106 habitatges disposaven pel capbaix d'una plaça de pàrquing. A 53 habitatges hi havia un automòbil i a 60 n'hi havia dos o més.

### Piràmide de població
La piràmide de població per edats i sexe el 2009 era:
| Homes | Edats   | Dones |
| ----- | ------- | ----- |
| 0     | 95 o +  | 0     |
| 0     | 90 a 94 | 0     |
| 4     | 85 a 89 | 0     |
| 0     | 80 a 84 | 0     |
| 4     | 75 a 79 | 12    |
| 4     | 70 a 74 | 4     |
| 12    | 65 a 69 | 8     |
| 4     | 60 a 64 | 12    |
| 8     | 55 a 59 | 4     |
| 20    | 50 a 54 | 16    |
| 4     | 45 a 49 | 12    |
| 16    | 40 a 44 | 4     |
| 8     | 35 a 39 | 20    |
| 12    | 30 a 34 | 4     |
| 8     | 25 a 29 | 4     |
| 8     | 20 a 24 | 8     |
| 12    | 15 a 19 | 4     |
| 12    | 10 a 14 | 16    |
| 4     | 5 a 9   | 12    |
| 8     | 0 a 4   | 12    |

## Economia
El 2007 la població en edat de treballar era de 178 persones, 116 eren actives i 62 eren inactives. De les 116 persones actives 111 estaven ocupades (68 homes i 43 dones) i 5 estaven aturades (1 home i 4 dones). De les 62 persones inactives 25 estaven jubilades, 18 estaven estudiant i 19 estaven classificades com a «altres inactius».

### Ingressos
El 2009 a Dampierre hi havia 125 unitats fiscals que integraven 305 persones, la mediana anual d'ingressos fiscals per persona era de 16.189 €.

### Activitats econòmiques
Dels 11 establiments que hi havia el 2007, 1 era d'una empresa de fabricació de material elèctric, 2 d'empreses de construcció, 5 d'empreses de comerç i reparació d'automòbils, 2 d'empreses d'hostatgeria i restauració i 1 d'una empresa de serveis.
Dels 4 establiments de servei als particulars que hi havia el 2009, 1 era un taller de reparació d'automòbils i de material agrícola, 1 paleta, 1 fusteria i 1 restaurant.
L'únic establiment comercial que hi havia el 2009 era una botiga de menys de 120 m².
L'any 2000 a Dampierre hi havia 26 explotacions agrícoles que ocupaven un total de 2.461 hectàrees.

## Equipaments sanitaris i escolars
El 2009 hi havia una escola maternal integrada dins d'un grup escolar amb les comunes properes formant una escola dispersa.

## Poblacions més properes
El següent diagrama mostra les poblacions més properes.